# FK Be1
FK Be1 (voluit:Futbolo klubas Be1) is een Litouwse voetbalacademie uit Jonava.

## Erelijst
- Pirma lyga (D2)

2 plaats: 2023
- Antra lyga (D3)

2 plaats: 2021
- LFF taurė

## Seizoen na seizoen
FK NFA
| Seizoen | Niveau | Liga       | Plaats | Webplaats | Opmerkingen |
| ------- | ------ | ---------- | ------ | --------- | ----------- |
| 2012.   | 2.     | Pirma lyga | 6.     | [ 1 ]     |             |
|         |        |            |        |           |             |
| 2017.   | 3.     | Antra lyga | 1.     | [ 2 ]     |             |
| 2018.   | 2.     | Pirma lyga | 10.    | [ 3 ]     |             |

Be1 NFA
| Seizoen | Niveau | Liga       | Plaats | Webplaats | Opmerkingen |
| ------- | ------ | ---------- | ------ | --------- | ----------- |
| 2021    | 3.     | Antra lyga | 2.     | [ 4 ]     | promoveerde |
| 2022    | 2.     | Pirma lyga | 4.     | [ 5 ]     |             |
| 2023    | 2.     | Pirma lyga | 2.     |           |             |

FK Be1
| Seizoen | Niveau | Liga       | Plaats | Webplaats | Opmerkingen |
| ------- | ------ | ---------- | ------ | --------- | ----------- |
| 2024    | 2.     | Pirma lyga | 2.     | [ 6 ]     |             |

## Bekende (ex-)spelers
- Ishan Kort 2023
- Ugnius Lekečinskas 2022
- Hamed Diawara, 2022